# Cunard Line
Cunard Line (med letoma 1934 in 1948 Cunard White Star Line) je britanska pomorska družba. Upravljajo ladje, kot so RMS Queen Elizabeth 2, RMS Queen Mary 2 in MS Queen Victoria. Centra imajo v Kaliforniji in Londonu.

## Zgodovina
Agencija je bila ustanovljena leta 1838 z imenom British and North American Royal Mail Steam Packet Company. Pozneje so jo preimenovali še v Cunard Steamships Ltd. Maja 1840 je agencija dobila prvi parnik. Kmalu so dobili še več ladji in začeli so s prevozom potnikov do Amerike. Njihove ladje niso bile med največjimi ali najhitrejšimi, zaupanje so pridobile kot zanesljive in varne, čeprav so med obema svetovnima vojnama izgubili veliko ladij. Edine ladje s štirimi dimniki, ki jih je agencija dobila so bile RMS Lusitania, RMS Mauretania in RMS Aquitania, vse tri je načrtoval izkušen pomorski arhitekt družbe Cunard, Leonard Peskett. Potem, ko se je agencija spopadla z veliko gospodarsko krizo se je spomladi 1934 združila z njihovim glavnim tekmecem White Star Line in s preimenovanjem v Cunard-White Star Line je agencija dobila dve novi modernejši in hitrejši ladji, RMS Queen Mary in RMS Queen Elizabeth. Po vojni se je agencija leta 1948 znova preimenovala v Cunard Steamships Ltd. Od leta 1970 deluje, kot navadna pomorska agencija, ki upravlja ladje, kot so RMS Queen Mary 2,  Queen Elizabeth 2 in MS Queen Victoria. 